# 青い月とアンビバレンスな愛
「青い月とアンビバレンスな愛」（あおいつきとアンビバレンスなあい）は、moumoonのメジャー6枚目のシングル。

## 概要
- タイトル曲は、3年前に制作されて、毎月満月の夜に行われるフルムーンライブで披露されてきた曲となる。
- ミュージックビデオは桜沢エリカの原案により制作された。

## 収録曲

### CD
（全作詞：YUKA／作曲・編曲：K.MASAKI）
1. 青い月とアンビバレンスな愛
  - TBS系アニメ『TO』主題歌
2. Hallelujah
3. Run, Rachel Run
  - テレビ東京系『たけしのニッポンのミカタ!』エンディングテーマ
4. メドレー（2009 Autumn ver.）
5. Run, Rachel Run -instrumental-
6. 青い月とアンビバレンスな愛 -instrumental-

### DVD
1. 青い月とアンビバレンスな愛 -Music Video ドラマ ver.-
2. MAKING of 青い月とアンビバレンスな愛 -moumoon ver.-